# Klosterruine Beselich

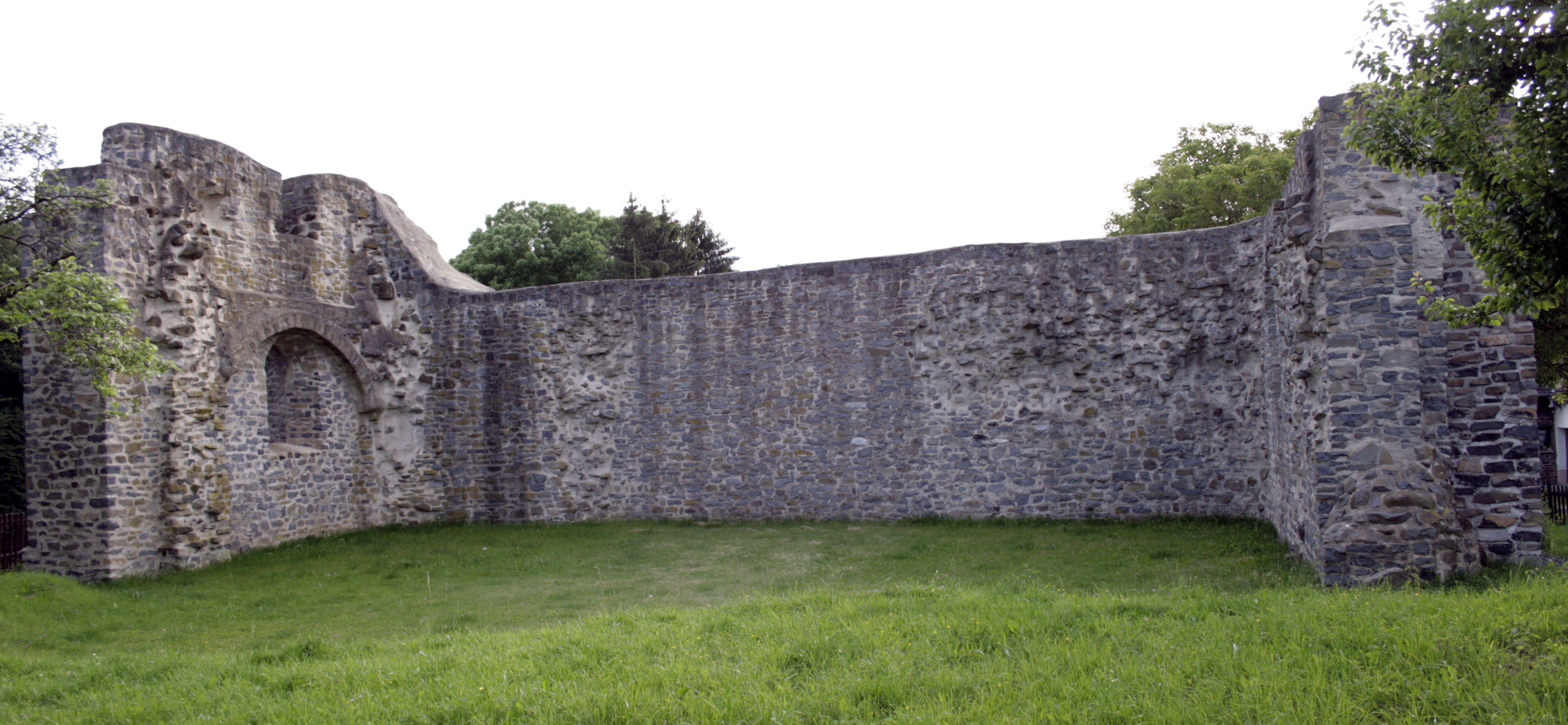
Klosterruine Beselich

Das Kloster zur allerheiligsten Jungfrau Maria und den Heiligen Aposteln Petrus und Paulus der Prämonstratenser-Chorfrauen zu Beselich wurde von der Abtei Arnstein um das Jahr 1170 auf dem Beselicher Kopf begründet. Die heutige Klosterruine liegt in der hessischen Gemeinde Beselich im Landkreis Limburg-Weilburg auf dem Gebiet des heutigen Bistums Limburg.

## Geografische Lage

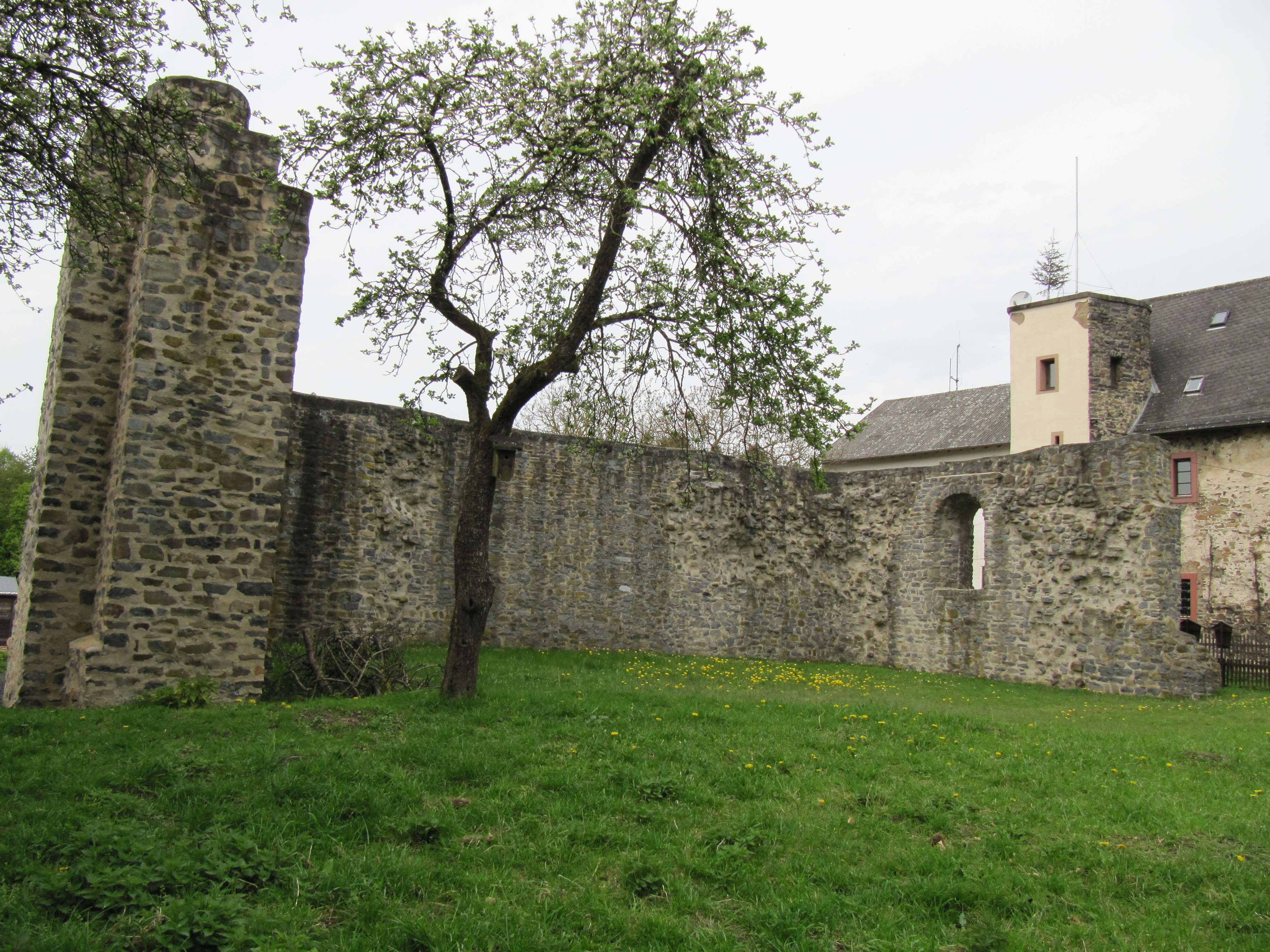
Klosterruine Beselich (Südsicht)

Der Beselicher Kopf, auf dem sich die Klosterruine Beselich befindet, ist mit 296 m die höchste Erhebung in der Gemeinde Beselich am Rande des Limburger Beckens. Er befindet sich in zentraler Lage dieser Gemeinde, dem bei ihrer im Jahr 1974 erfolgter Gründung durch den Zusammenschluss von vier ehemals selbstständigen Gemeinden ihren Namen verdankt. Die Klosterruine ist über die beiden Straßen zwischen den Beselicher Ortsteilen Obertiefenbach und Schupbach sowie Niedertiefenbach und Schupbach erreichbar. Neben der denkmalgeschützte Klosterruine Beselich mit dem landwirtschaftlich genutzten ehemaligen Klosterhof befindet sich seit 1767 die Wallfahrtskapelle „Maria Hilf“ in direkter Nachbarschaft. Die sieben Kapellchen der Sieben Schmerzen Mariens auf dem Betweg im Wald von Obertiefenbach nach Beselich gehören nach ihrer Fertigstellung im Jahr 1877 zu dem Ensemble dieser Wallfahrtskapelle.

## Geschichte

### Gründung
Das „Kloster zur allerheiligsten Jungfrau Maria und den Heiligen Aposteln Petrus und Paulus der Prämonstratenser-Chorfrauen zu Beselich“ wurde vom Kloster Arnstein um das Jahr 1170 auf dem Beselicher Kopf errichtet. Wie bei Frauenklöstern der damaligen Zeit üblich, wurde das Kloster Beselich dem Abt des Mutterklosters unterstellt. Den Anstoß zur Gründung gab Gottfried von Beselich, der Priester am nahen St. Lubentiusstift zu Dietkirchen war. Er hatte auf dem Beselicher Kopf eine dem heiligen Ägidius geweihte Kirche errichten lassen, mit einem zehntfreien Hof dotiert und sie dem Kloster Arnstein zur Klostergründung vermacht.
Im Jahr 1163 bestätigte Erzbischof Hillin von Trier in einer Urkunde die Schenkung, die in die Zeit von König Konrad III. und Papst Innozenz II. (also zwischen 1138 und 1143) zu datieren ist. Das angewandte Filiationsprinzip bedeutete, dass im Beselicher Kloster zwar eine Vorsteherin, Meisterin genannt, gewählt werden durfte, diese aber bei wichtigen Entscheidungen beim jeweiligen Abt von Arnstein um Rat fragen und um Genehmigung nachsuchen musste. Im Kloster Beselich selbst wurde der Abt durch einen Prior vertreten, der den Nonnen den Gottesdienst hielt und der Meisterin bei den Entscheidungen zur Seite stand. In der Urkunde aus dem Jahr 1163 wurde bestimmt, dass der Abt von Arnstein der alleinige Herrscher zu Beselich sein sollte.
In das Beselicher Kloster dürften fast ausschließlich adelige Frauen eingetreten sein. Im Jahr 1298 sah sich der Abt von Arnstein gezwungen, eine Aufnahmegebühr von 30 Mark zu erheben, um einer Überfüllung des Klosters vorzubeugen.
Das Kloster Beselich war als besonders reich angesehen. Das Vermögen wuchs ständig durch die Mitgiften der adeligen Schwestern, zum anderen durch Seelengedächtnisse: Reiche Bauern und Adelige der näheren und weiteren Umgebung vermachten dem Kloster testamentarisch Äcker oder gar ganze Höfe und machten den Ordensschwestern zur Auflage, dass jährlich an ihrem Todestag ein besonderer Gottesdienst für ihr Seelenheil gefeiert wurde. Durch diese Schenkungen erwarb das Kloster in vielen Orten in seiner Umgebung Besitzungen, Zehnten, ganze Höfe und weitläufige Weinberge in Aumenau an der Lahn.

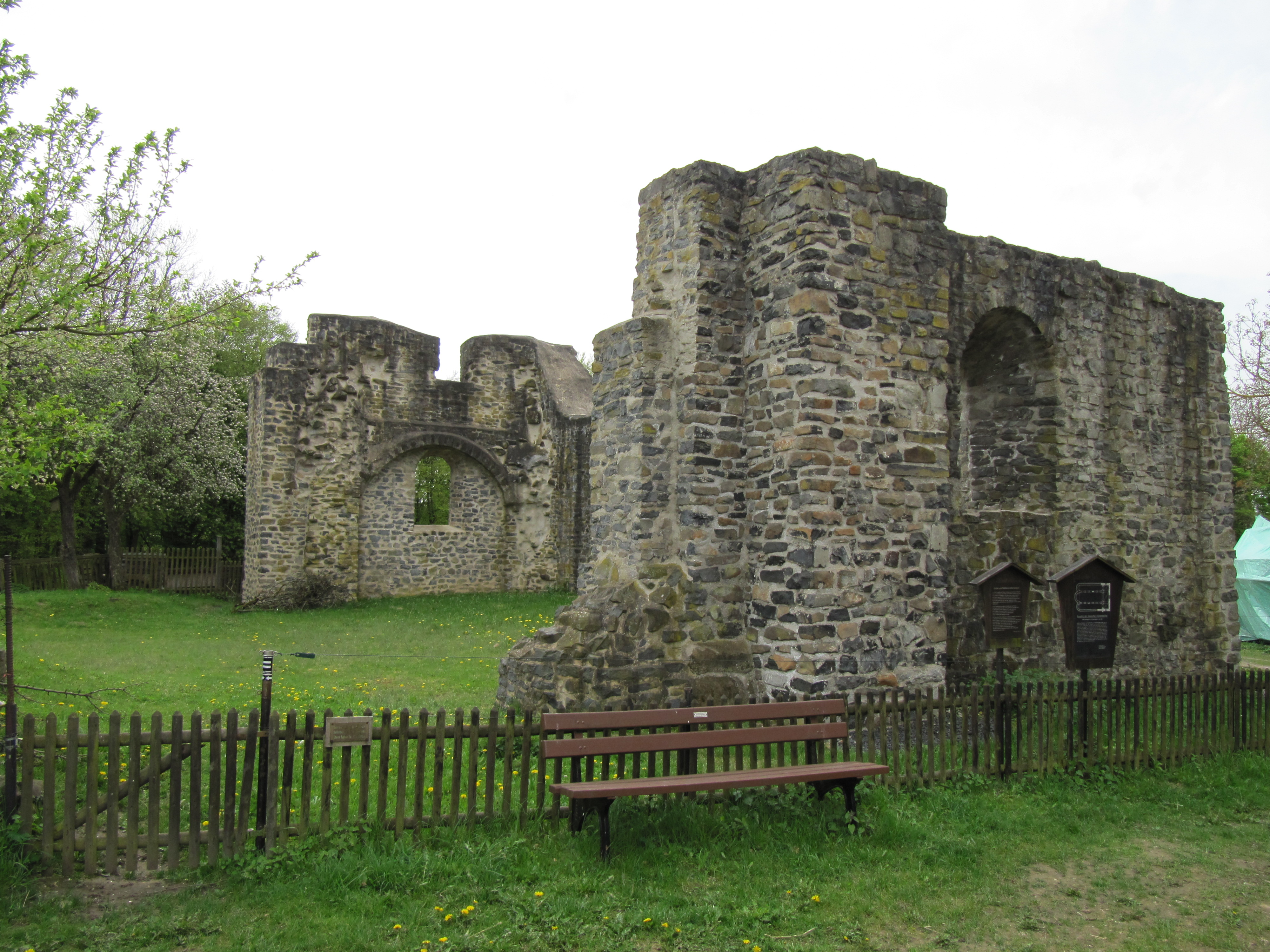
Klosterruine Beselich vom Weg aus gesehen

### Niedergang und Auflösung der Klosters
In der Mitte des 15. Jahrhunderts kündigte sich der beginnende Verfall an, äußerlich ausgelöst durch einen Überfall, bei dem das Kloster in Schutt und Asche gelegt wurde. Als einzige Schwester soll nach einem Protokoll, welches am 28. August 1487 im Pfarrhaus zu Lahr im Westerwald niedergelegt wurde, Agnes Hube von Hattenstein, den grausamen Überfall überlebt haben. Nach Überlegungen zur Umwandlung in ein Männerkloster wurde entschieden, das Kloster wieder neu aufzubauen und mit Schwestern des Prämonstratenserinnenklosters Gummersbach neu zu besiedeln. Diese Schwestern bauten das Kloster wieder auf.
Im Verlauf des 16. Jahrhunderts, in dem vergeblich versucht wurde, das Kloster im Sinne der protestantischen Lehre zu reformieren, kam es immer häufiger zu Streitigkeiten, die schließlich zur Aufhebung des Klosters im Jahr 1568 führten. Von den Ordensschwestern ist folgender Ausspruch urkundlich überliefert: „Sie wollten sich eher zerreißen lassen, als von dem Pfaffen uf eine andre als katholische Religion bringen lassen.“ Trotz dieser Situation ist für das Jahr 1545 erstmals ein Jahrmarkt in der Nähe des Klosters nachgewiesen. Zudem gibt es bereits aus dem 14. Jahrhundert Hinweise auf diesen Jahrmarkt.
Nach der Aufhebung des Klosters durch den Landesherrn wurden die Klostergebäude zunächst im Jahr 1615 in ein Landeshospital umgewandelt, von dem heute noch das Beselicher Hofhaus erhalten ist.

### Besitzwechsel zu den Jesuiten und Verfall
Nach dem Besitzübergang vom Haus Runkel zum Haus Nassau-Hadamar entstand um das Anwesen auf dem Beselicher Kopf ein scharfer Streit zwischen den Jesuiten und den Prämonstratensern, der aber schließlich in Rom zugunsten der Jesuiten entschieden wurde. Auch der Erzbischof von Trier versuchte, Rechte geltend zu machen. Die Entscheidung zugunsten der Jesuiten hing entscheidend von der Einflussnahme des Grafen und späteren Fürsten von Nassau-Hadamar ab, der dann im Jahr 1637 das Beselicher Anwesen den in Hadamar residierenden Jesuiten überließ. Diese betrieben auf Betreiben des Grafen Johann Ludwig von Nassau-Hadamar die Rekatholisierung im Hadamarer Land. Die Jesuiten beabsichtigten aber nicht, Beselich wieder als Kloster zu betreiben, sondern sie benutzen es lediglich als Steinbruch für den Bau ihrer Residenz in Hadamar.

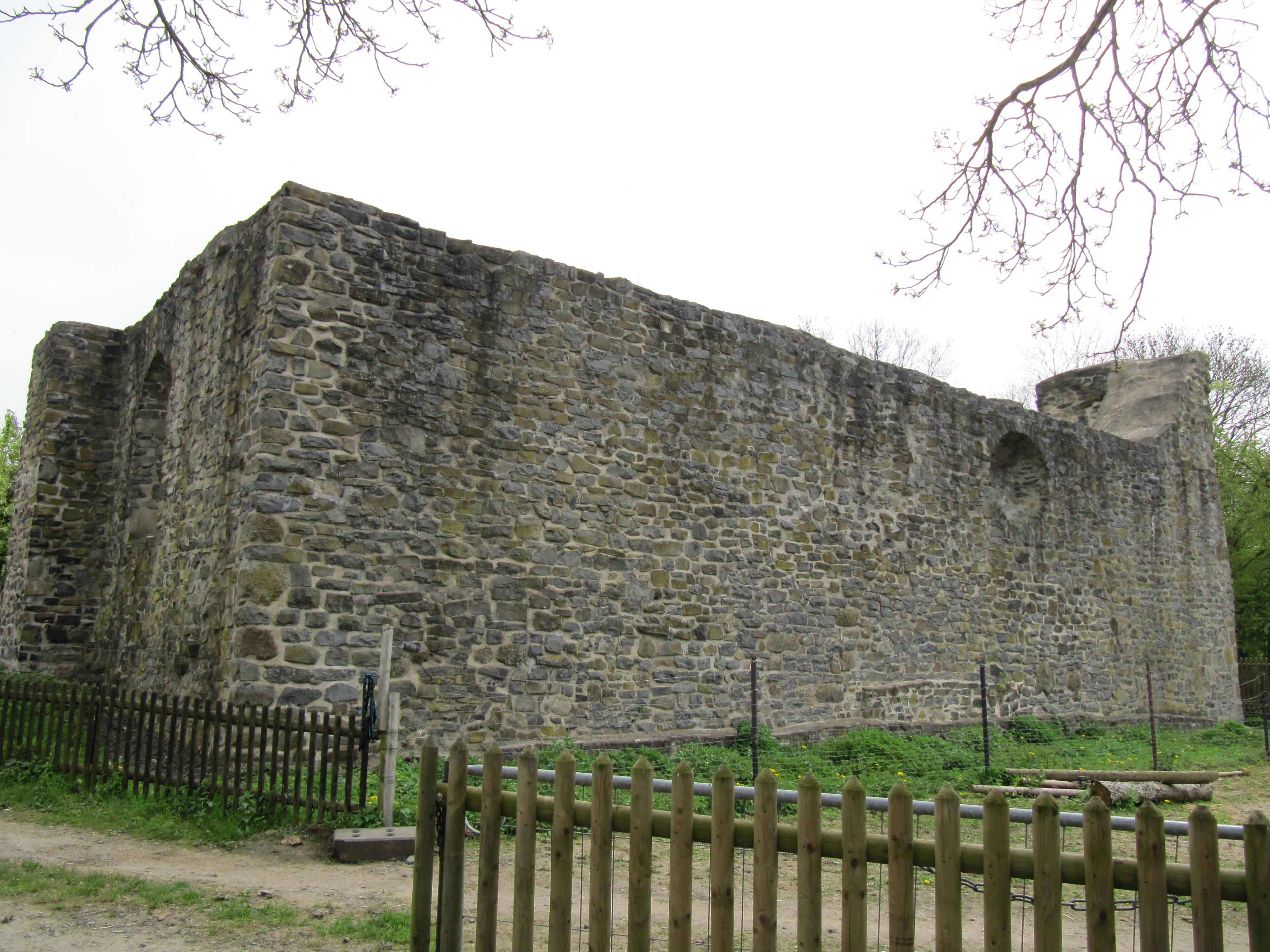
Klosterruine Beselich (Westsicht)

### Übergang in außerkirchlichen Besitz
Durch Konflikte, vor allem aus der evangelisch gebliebenen Herrschaft Runkel, sahen sich die Jesuiten dann 1656 gezwungen, Beselich wieder an das Haus Nassau-Hadamar zu veräußern. Bis zu diesem Zeitpunkt hatten die Jesuiten aber schon alles Brauchbare (die letzte Glocke, Türen, Dachbalken, Steine und vieles mehr) von Beselich abtransportiert. Eine größere Glocke hatte das Haus Runkel bereits vorher nach Schupbach bringen lassen, wo sie noch bis zum Ersten Weltkrieg im Kirchturm hing.
Das Haus Nassau-Hadamar wandelte dann das Kloster in sein Familiengut und danach in einen Erbleihhof um. Später fielen die umfangreichen Besitzungen des Klosters an den Nassauischen Zentralstudienfonds. Der Jahrmarkt am Kloster erlosch im Verlauf des 17. Jahrhunderts. Vom ehemaligen Kloster verblieben nur Mauerreste von der Klosterkirche und einige Urkunden, die zum größten Teil von den ehemaligen Klostergütern handeln.
Der Franziskaner-Eremit Leonhard (bürgerlicher Name: Georg Niederstraßen) errichtete 1763 auf dem Beselicher Kopf eine Eremitage und Kapelle, die 1767 auf den Namen „Maria Hilf“ und zu Ehren der heiligen Vierzehn Nothelfer benediziert wurde, und damit die Tradition des Klosters Beselich und der Ordensschwestern fortsetzte.

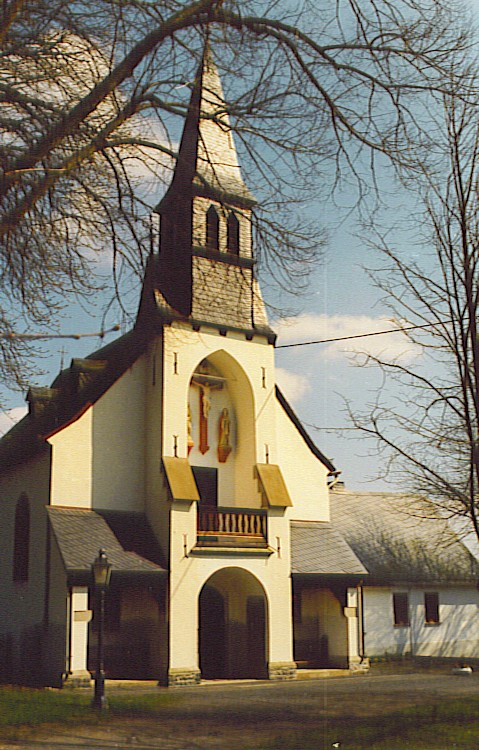
Kath. Wallfahrtskapelle „Maria Hilf“ zu Beselich in direkter Nachbarschaft

## Vorsteherinnen

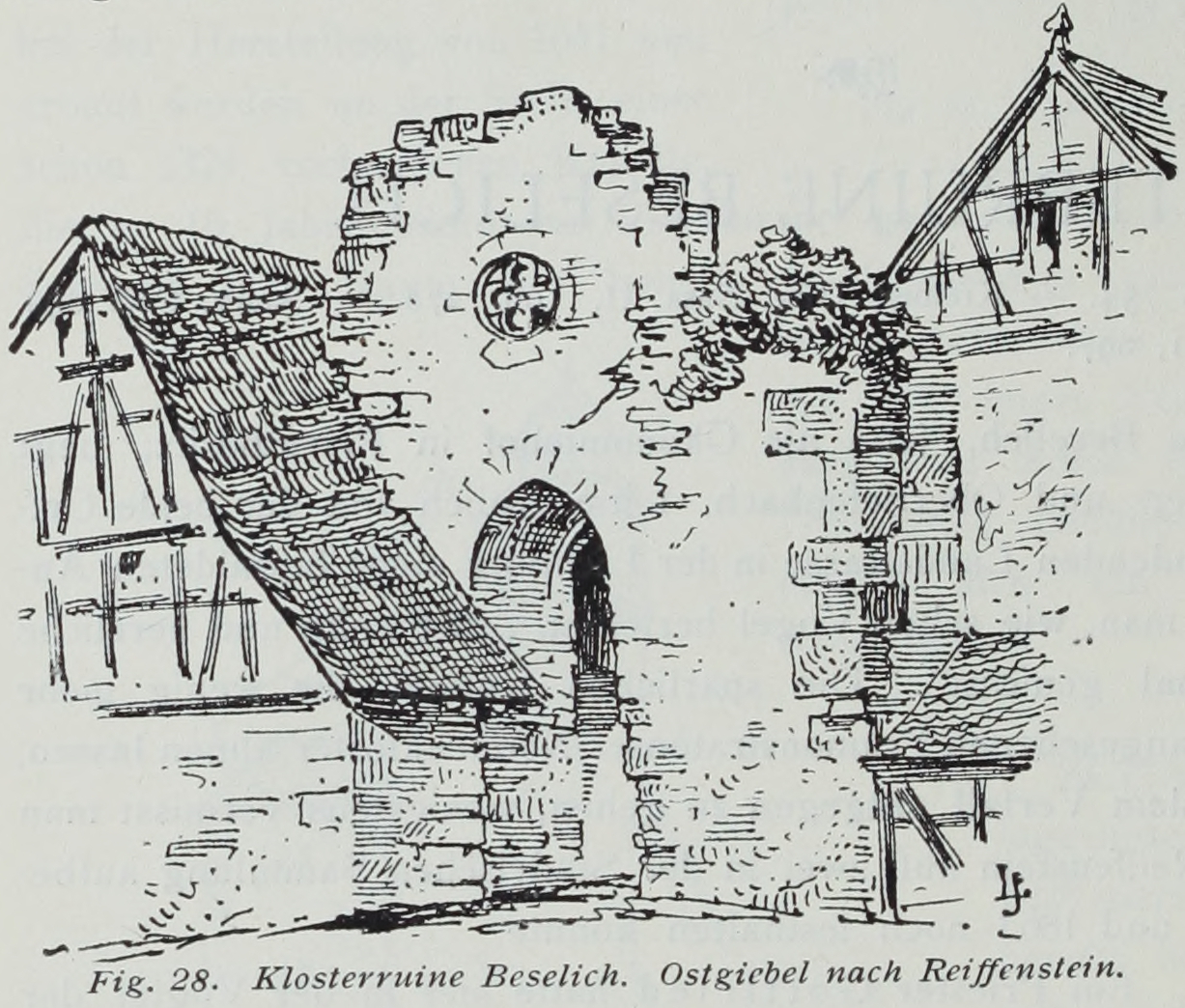

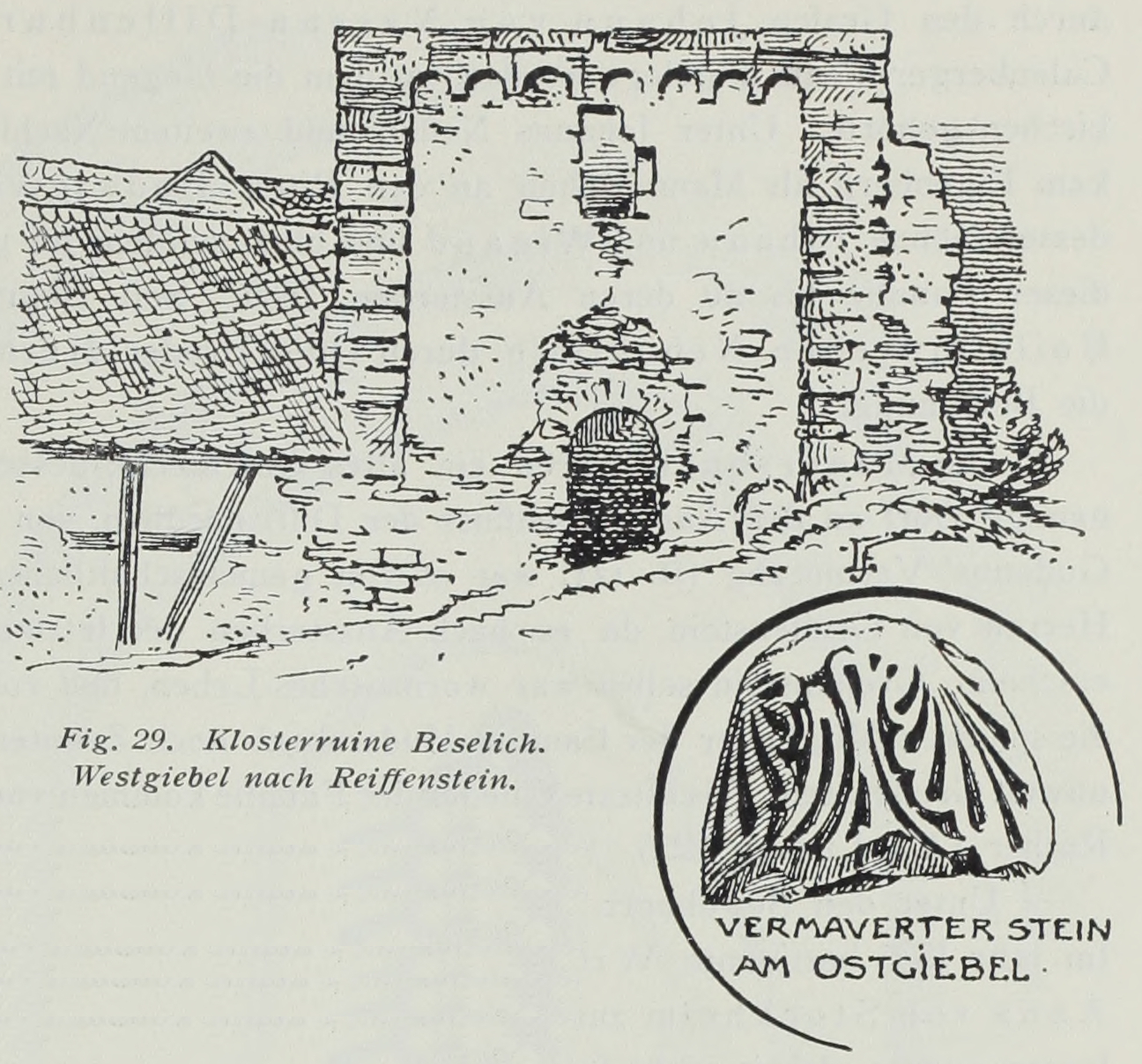

Folgende Vorsteherinnen (Äbtissinnen) führten das Kloster Beselich:
1. Jutta
2. Gisela
3. Lukardis
4. Sophie, gestorben am 11. September, Jahr unbekannt
5. Sophie, gestorben am 12. Oktober 1290
6. Hedwig, 1290–1317
7. Sophie, 1317–1329
8. Elisabeth von Elkershausen, 1329–1346
9. Benigna von Bachheim, 1346–1351
10. Elisabeth von Bassenheim, 1351–1380
11. Gertrudis von Weilburg, 1380–1402
12. Lukardis von Allendorf, 1402–1404
13. Alberadis, 1404–1410
14. Demut von der Erlen 1410–1421
15. Katharina von Schwalbach, 1421–1424
16. Agnes Hube von Hohenstein, 1424–1445
17. Margarete von Willensdorf, 1445–1465
18. Isengart von Walderdorff, 1465–1470
19. Gertrudis von Herschbach, 1470–1479
20. Kunigunde von Rodheim, 1479–1503
21. Anna von Heppenheft, 1503–1528
22. Anna von Brambach, 1528–1568
23. Verweserin Sophie von Runkel, 1568–1577
24. Verweserin Ida von Wied, 1577–1587
25. Demut Reichwein von Montabaur, ab 1587

## Heutige Pflege der Ruine
Am 10. Januar 1985 wurde der „Verein zur Erhaltung der Klosterruine Beselich e. V.“ gegründet, der sich zur Aufgabe gemacht hatte, die Klosterruine instand zu halten. Dieser Verein hatte auch durch einen langfristigen Pachtvertrag die Trägerschaft über das Ruinengrundstück übernommen. Viele Exponate in der Heimatstube Beselich-Obertiefenbach zeigen die Geschichte des Klosters und die Maßnahmen dieses Vereins auf. Die Ruine besitzt den Schutzstatus für den Kriegsfall nach der Haager Konvention. Im Mai 2019 beschloss die außerordentliche Versammlung des Vereins dessen Auflösung. Im Juli 2021 schloss die Gemeinde Beselich einen langjährigen Pachtvertrag mit den Eigentümern des Grundstücks ab.